# Dinetus (Tiergattung)
Dinetus ist die einzige Gattung der Dinetinae innerhalb der Grabwespenfamilie Crabronidae. Sie umfasst weltweit acht Arten. In Europa ist die Gattung nur durch Dinetus pictus vertreten. Die sieben weiteren Arten der Gattung sind in Nordafrika von Marokko bis Ägypten und im Süden Russlands verbreitet. Von manchen Autoren wird die Gattung der Unterfamilie Astatinae zugerechnet.

## Merkmale
Dinetus-Weibchen haben wie auch die Arten der Astatinae zwei Sporen an den Schienen (Tibien) der mittleren Beine, zudem haben sie die gleiche Flügeladerung auf den Hinterflügeln.

## Lebensweise
Über die Lebensweise der Dinetus-Arten ist nur sehr wenig bekannt. Die Männchen kann man, wie auch die der Astatinae, dabei beobachten, wie sie auf exponierten Stellen am Boden auf Sitzwarten lauern. Die Brut wird ebenso mit Wanzen versorgt.

## Belege